# Nod (matematică)

Un nod în origine la curba definită de ecuația

În matematică un nod (în engleză crunode, dar învechit) este un punct în care o curbă se autointersectează astfel încât în punctul de intersecție fiecare dintre cele două ramuri⁠(d) ale curbei are altă tangentă. Un nod este cunoscut și drept punct dublu ordinar.
Pentru o curbă plană, definită ca locul geometric al punctelor care satisfac ecuația {\displaystyle f(x,y)=0,} unde {\displaystyle f(x,y)} este o funcție netedă⁠(d) de variabilele reale x și y, un nod al curbei este o singularitate a funcției f, unde ambele derivate parțiale {\displaystyle {\tfrac {\partial f}{\partial x}}} și {\displaystyle {\tfrac {\partial f}{\partial y}}} se anulează. În plus, matricea Hessiană a derivatelor de ordinul al doilea va avea atât valori proprii atât pozitive, cât și negative.

## Curba trisectoare a lui Maclaurin

Trisectoarea lui Maclaurin

În 1742 Colin Maclaurin a studiat vechea problemă a trisecțiunii unghiului. În acest scop a imaginat două drepte care se rotesc. Una, având ca punct fix originea, se rotea uniform cu o anumită turație, iar cealată, având punctul fix într-un punct de pe axa Ox, se rotea uniform cu o turație de trei ori mai mare, deci unghiul cu axa Ox făcut de prima dreaptă era o treime din unghiul făcut, tot cu axa Ox, de a doua dreaptă. Intersecția celor două drepte descria trisectoarea lui Maclaurin, o curbă care are un nod în origine.